# Bujaraloz
Bujaraloz là một đô thị ở tỉnh Zaragoza, Aragon, Tây Ban Nha. Theo điều tra dân số 2004 của Viện thống kê Tây Ban Nha (INE), đô thị này có dân số là 1.002 người. Diện tích đô thị này là 121 ki-lô-mét vuông. Bujaraloz nằm ở độ cao 327 m trên mực nước biển.

## Biến động dân số
| 1991 | 1996 | 2001 | 2004 |
| ---- | ---- | ---- | ---- |
| 1074 | 1035 | 1019 | 1002 |